# Георгиевский, Адольф Георгиевич
Адольф Георгиевич Георгиевский (Хейфец) (1886—1945) — актёр немого кино, сценарист. Отец актёра Г. А. Георгиевского. Заслуженный артист РСФСР (1931).

## Биография
Родился 30 января 1886 года в деревне Колпино Санкт-Петербургской губернии.
С 1904 участвует в театральных постановках Сергиевского и Введенского Народных домов Московского общества попечительства о народной трезвости.
В 1909 году попал на киностудию Александра Ханжонкова. Снялся в фильме Петра Чардынина «Мертвые души», где исполнил роль помещика Степана Плюшкина. В 1911 году снялся в двух фильмах того же Чардынина «Князь Серебряный» по роману А. К. Толстого, и «Василиса Мелентьева и царь Иван Васильевич Грозный».
В 1909—1910 — актёр Казанского городского театра.
В 1911—1917 с различными театральными труппами выступает в Таганроге, Саратове, Астрахани, Херсоне, Пскове, Киеве, Екатеринославе, Владикавказе, Тифлисе, Ташкенте, Самаре. В 1918—1931 — актёр драматических театров Нижнего Новгорода, Казани, Ульяновска, Пензы, Ростова-на-Дону.
В 1925 году снялся в фильме Евгения Степановича Петрова «Кто кого?» (фильм не сохранился). В 1929 г. - сценарист фильма «Один в поле не воин» (1929).
С 1931 года работал на сцене Свердловского театра драмы.
Скончался в Свердловске в апреле 1945 года в возрасте 59 лет.

## Фильмография

### Актёр
- 1909 — Мертвые души (реж. П. Чардынин) — Степан Плюшкин.
- 1911 — Князь Серебряный (реж. П. Чардынин) — Иван Грозный.
- 1911 — Василиса Мелентьева и царь Иван Васильевич Грозный (реж. П. Чардынин) — Иван Грозный.
- 1925 — Кто кого? (реж. Е. Петров) — кулак Хапов.

### Сценарист
- 1929 — Один в поле не воин (реж. Б. Чуевский)